# 어니스트 월턴
어니스트 토머스 신턴 월턴(Ernest Thomas Sinton Walton, 1903년~1995년)은 아일랜드의 물리학자이다. 워터퍼드주의 던가번에서 출생, 1932년에 콕크로프트와 함께 입자를 인공적으로 가속시켜 원자핵을 변환시키는 현상을 발견했으며, 50만 볼트(V)를 내는 통제할 수 있는 입자가속기를 처음으로 만들었다. 월턴과 콕크로프트의 실험은 질량과 에너지가 같다는 아인슈타인의 이론을 확인해 주었다. 1951년에 콕크로프트와 함께 노벨 물리학상을 받았다.